# Catalogul Wolf
Catalogul Wolf, sau Catalogue of High Proper Motion Stars, este un catalog de stele realizat de astronomul german Max Wolf în prima jumătate a secolului al XX-lea, pe o perioadă care s-a întins între 1919 și 1931. Acest catalog recenzează 1.080 de stele ale căror mișcări proprii sunt ridicate, caracterizând stelele relativ apropiate de Sistemul nostru Solar.